# Мемориальный дом-музей С. Н. Дурылина
Мемориальный дом-музей С. Н. Дурылина — музей в г. Королёве, расположенный в доме, где жил и работал писатель, богослов, театральный и литературный критик Сергей Николаевич Дурылин в свой последний, «болшевский» период жизни (с 1936 по 1954 год). Является отделом музейного объединения «Музеи наукограда Королёв». Здание дома-музея имеет статус памятника истории и культуры регионального значения.

## История дома
В 1936 году Дурылин по совместному проекту с Алексеем Щусевым строит дом в посёлке Болшево (с 2003 года район города Королёв), неподалёку от храма Косьмы и Дамиана. Большая часть материала, использованная в его строительстве, приходилась из остатков разрушенного Страстного монастыря (арочные оконные рамы, двери, кирпичи, брёвна), которые удалось привезти из Москвы. Земля, на которой возводился дом, с XVII века принадлежала князьям Шереметевым и Одоевским, что ещё более укрепляло связь творчества Дурылина с философско-богословской традицией славянофильства. Сохранившиеся фрагменты усадьбы П. И. Одоевского и сегодня соседствуют с территорией дома-музея.

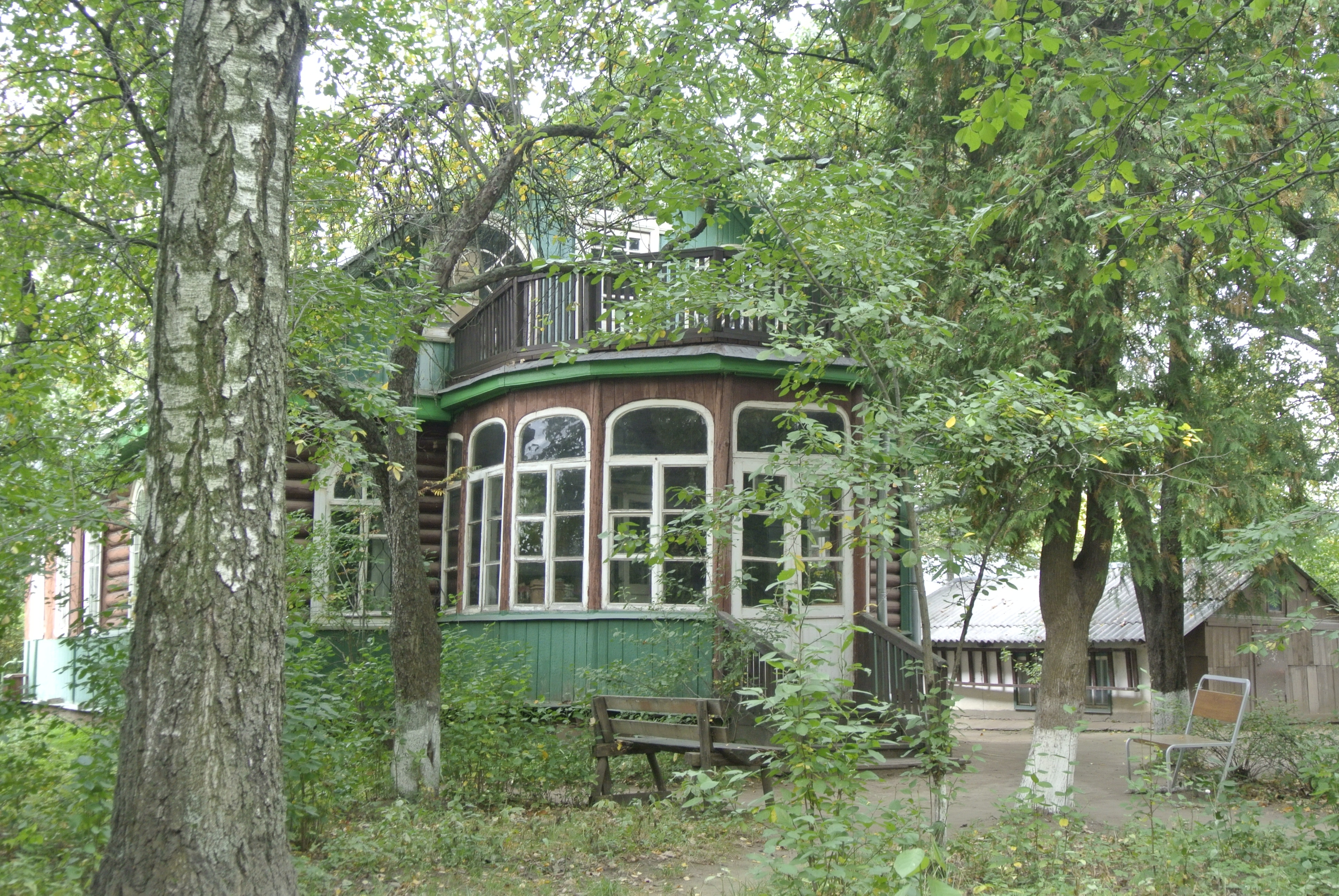
Территория дома-музея

6 ноября 1936 года состоялось «официальное открытие» дома, были приглашены гости. Народные артисты Елена Митрофановна Шатрова и Василий Осипович Топорков устроили торжественное шествие и водрузили на доме флаг.
В этом небольшом деревянном доме с мезонином и хозяйственной пристройкой философ и его супруга прожили 18 лет.
…зелень в саду властвовала благодаря усилиям жены ученого — Ирины Алексеевны. Дачный участок сочетал в себе кусочек дикой природы, на котором при строительстве дачи были оставлены нетронутыми русские берёзы, дубки и другая растительность. Часть же территории была отведена под картофель, кабачки, клубнику. По всему участку были посажены яблони и сливы, которые начинали плодоносить. Вдоль тропинок, идущих по периметру ограды и сада, росли смородина и крыжовник. Дача стояла в стороне от дорог и предприятий. Ничто не нарушало тишины, которая так способствует творческим занятиям…
Период жизни в Болшево стал самым насыщенным в деятельности и творчестве Дурылина. Именно в эти годы написаны его книги о Лермонтове, Гоголе, Достоевском, Дюма, Гёте, актрисах Ермоловой и Заньковецкой, династии Садовских. Здесь он систематизировал свои исследования о Н. С. Лескове, К. Н. Леонтьеве, В. В. Розанове, ранних славянофилах; богословские труды, прозаические сочинения, стихи разных лет.
Дом Дурылина в Болшеве был центром духовной культуры. Сохранились мемориальные вещи, переписка и свидетельства о связях дома в Болшеве с Черниговским скитом Троице-Сергиевой Лавры и Оптиной пустынью, с жизнью и творчеством философов П. П. Перцовым, С. Н. Булгаковым и другими.
В разные годы в доме гостила и творческая интеллигенция: Святослав Рихтер, Борис Пастернак, актёры Александра Яблочкина и Василий Качалов. Художники Роберт Фальк и Фёдор Булгаков, неоднократно бывавшие в гостях, посвятили яблоням дурылинского сада две живописные работы.

## История музея

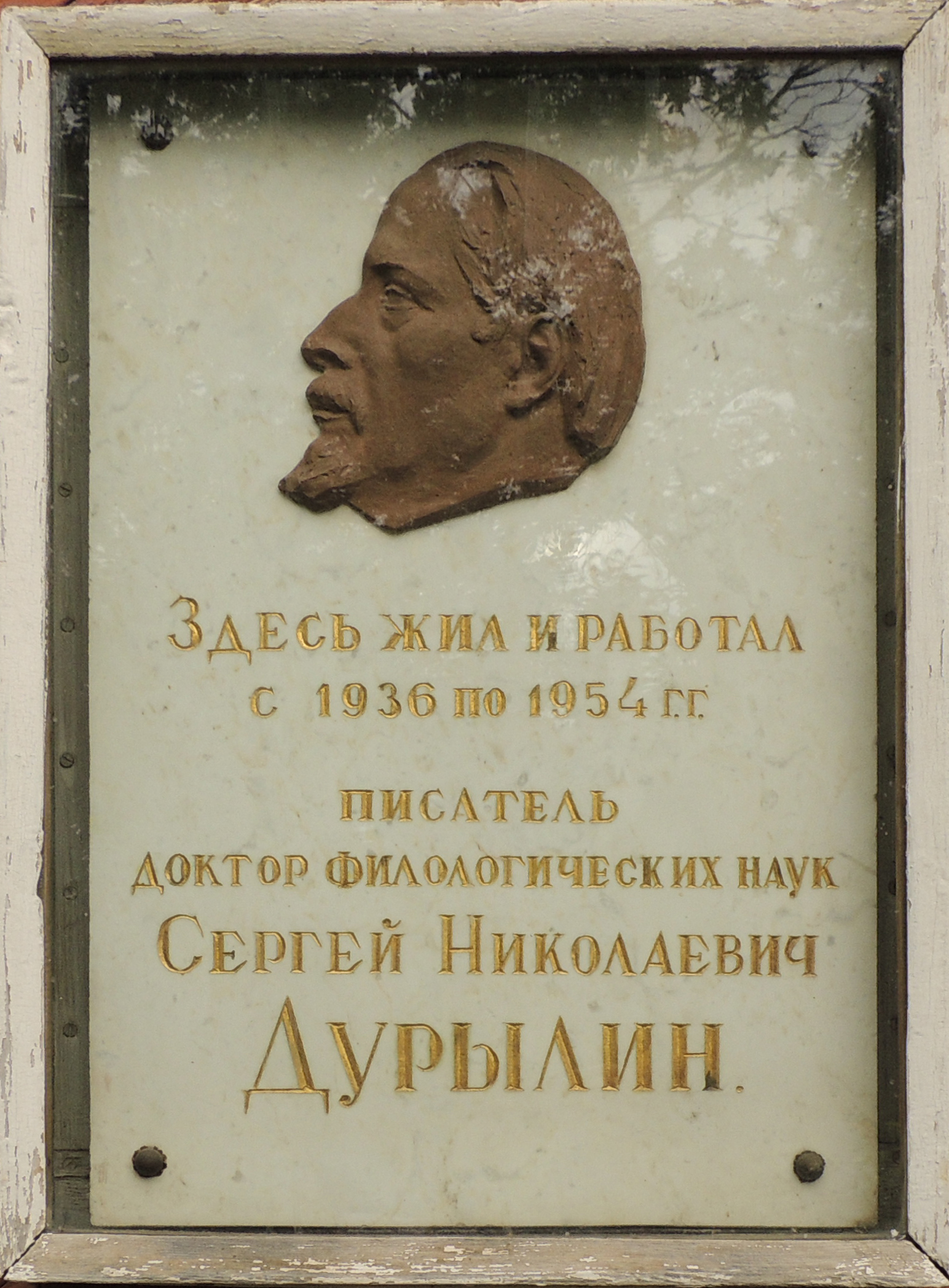
Памятная доска на доме-музее С. Н. Дурылина

Дурылин умер в 1954 году, а его жена Ирина Алексеевна Комиссарова продолжала жить в Болшево до 1976 года. После смерти Ирины дом по наследству достался ее младшей сестре Александре Алексеевне Виноградовой (урожд. Комиссаровой, 1907—1994), которая в 1993 году приняла решение создать мемориальный музей, передав дом Дурылина государству. Благодаря её энергии и дружбе со многими известными людьми, в том же году дом-музей был создан.
Дом-музей С. Н. Дурылина был открыт 26 сентября 1993 года. Изначально он находился в ведении ГИТИСа, как научное подразделение Государственного института театрального искусства им. Луначарского.
На фасаде дома была установлена памятная доска с надписью «Здесь жил и работал с 1936 по 1954 гг. писатель, доктор филологических наук Сергей Николаевич Дурылин».
1 апреля 2002 года музей был передан в муниципальную собственность города Королёва.
В 2006 году дом-музей С. Н. Дурылина стал обладателем президентского гранта, который был использован на реставрацию и оформление экспозиций музея.
12 января 2007 года дом С. Н. Дурылина получил статус объекта культурного наследия (памятника истории и культуры) регионального значения.
В 2017 году в Королёве было создано Музейное объединение «Музеи наукограда Королёв», в состав которого вошёл в том числе и дом-музей С. Н. Дурылина.

## Музей сегодня
Экспозиция музея занимает первый этаж мемориального здания и состоит из нескольких помещений.

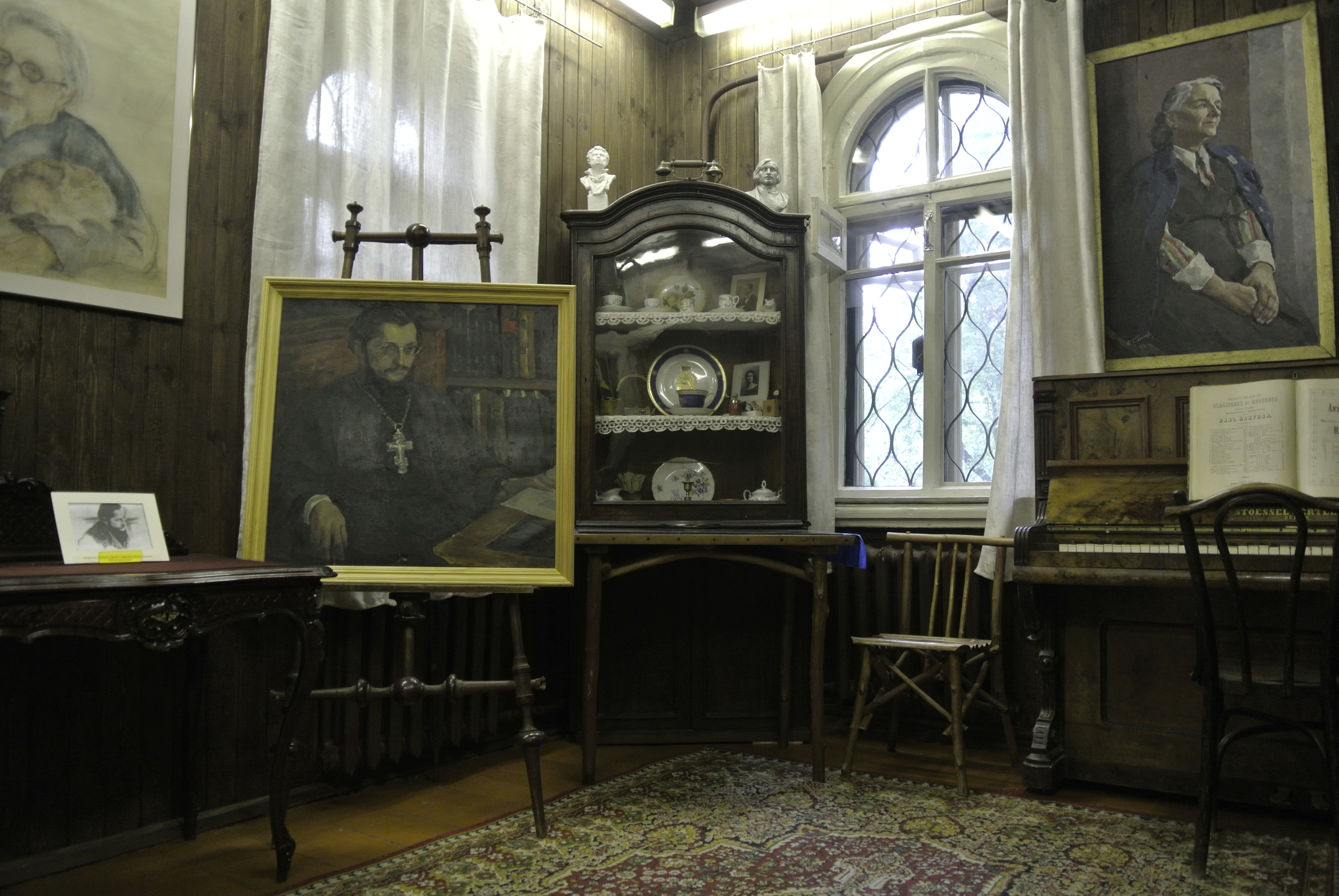
Фрагмент экспозиции дома-музея

В Мемориальном кабинете Сергея Дурылина воссоздан интерьер первой половины XX века: рабочий стол с рукописями и печатной машинкой, библиотека, насчитывающая более тысячи книг как классиков отечественной литературы и современников литератора. Все предметы являются подлинными — ими пользовался писатель при жизни. В собрании музея находится также личная переписка Сергея Дурылина с известными современниками.
В гостиной (комната Ирины Алексеевны Комиссаровой-Дурылиной) стоит большой диван, на стенах экспонируется коллекция живописи: работы Нестерова, Фалька, Котарбинского, Поленова, Волошина и старинная икона «Семи отроков Ефесских».
Далее следует «Комната для гостей», где часто останавливался художник М. В. Нестеров. Здесь можно увидеть личные вещи и рисунки художника, в том числе этюд одного из самых известных полотен «Видение отроку Варфоломею».
В коридоре демонстрируются работы Владимира Менк, вышивка его дочери, Марии Менк-Статкевич «Райский сад», Константина Богаевского, Николая Чернышёва. В коллекции живописи и графики музея хранятся произведения Василия Поленова, Роберта Фалька, Константина Коровина, Леонида Пастернака, альбом акварелей Максимилиана Волошина, фотографии Марии Ермоловой, Михаила Чехова, Фёдора Шаляпина.

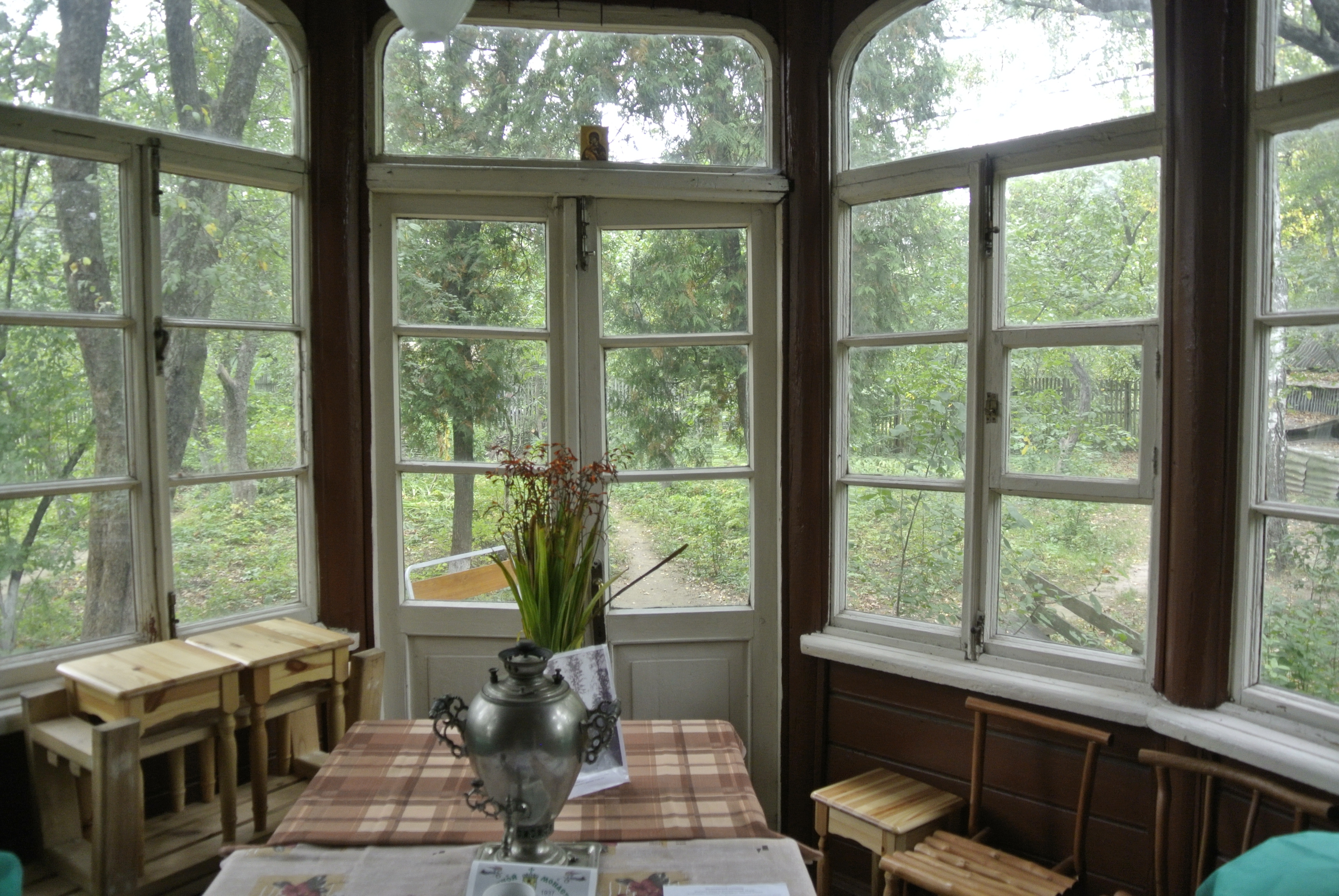
Веранда дома-музея

«Молельная» комната Елены Григорьевны Першиной — матери Феофании (?—1970), рясофорной монахини с 1919 года, в которой она жила после разрушения Спасо-Бородинского монастыря и шестилетнего отбывания в ссылках. В комнате воссоздан интерьер, существовавший при жизни монахини и экспонируется коллекция пасхальных яиц, принадлежавшая семье Дурылина.
Украшением дома является веранда, на которой при жизни Дурылина проходили различные встречи и беседы за знаменитым «булгаковским» столом. С веранды открывается вид на сад. Сохранилась пихта, посаженная Нестеровым; берёзы и яблони, в тени которых пела звезда Большого театра Надежда Обухова.
Здание Дома Дурылина и прилегающие к нему постройки «Изобка», «Ледник», «Погребица» и другие вместе с сохранившимися неподалёку храмами Косьмы и Дамиана (1786) и Преображения Господня (1800), бывшими зданиями церковно-приходской школы (улица С. Н. Дурылина, 41), богадельни (Дурылина, 39), сундучной (Дурылина, 9) и дачей Клюевых (Дурылина, 37) представляют собой образец уникального культурно-исторического ландшафта — традиционную дачную застройку первой половины XX века в посёлке Болшево.